# Retrospektive
Retrospektive (lat. retrospectare „zurückblicken“) bezeichnet einen Rückblick auf bereits geschehene Ereignisse.

## Beispiele für die Verwendung
In der bildenden Kunst ist die Retrospektive eine Kunstausstellung, die einen Überblick über eine oder mehrere Schaffensphasen, einen spezifischen Aspekt (z. B. eine Zeichnungs-Retrospektive) oder das Gesamtwerk eines Künstlers vermittelt. Anstatt nur die jüngsten Arbeiten zu zeigen, stellt die Retrospektive einen Kontext zu weiter zurückliegenden Werken her. Mitunter gibt sie auch Anlass zu einer kritischen Neubewertung.
Im Bereich des Films versteht man darunter eine möglichst umfassende Filmreihe zum Werk eines Filmregisseurs, Filmschauspielers, anderen Filmschaffenden, zu der Filmkunst einer bestimmten Epoche oder eines bestimmten Genres. Retrospektiven sind oft Teil eines Filmfestivals (so gibt es auf der Berlinale jedes Jahr eine Retrospektive). Auch in vielen Kommunalen Kinos sind Retrospektiven Bestandteil des Programms.
Catherine David, die künstlerische Leiterin der documenta X (1997), verwendete den Begriff der Retroperspektive als Beschreibung ihrer Herangehensweise. Im Zusammenhang mit dem Leitmotiv „Blick zurück nach vorn“ war damit gemeint, die Ausstellung in Bezug zu den vergangenen documenta-Ausstellungen zu setzen und sie gleichzeitig in deren „Tradition der Innovation“ zu stellen.